# Градище (Стенче)
Градище или Стенчевската твърдина (на македонска литературна норма: Градиште, Стенчевска тврдина) е антична и средновековна крепост, разположена над положкото село Стенче, Северна Македония.

## Местоположение
Градище е на 1 km източно от Стенче. Представлява тесен рид между две успоредни поройни дерета, висок 130 m над подножието и доминиращ в източния край на Положкото поле. От Градище се вижда широка околност и старият път, който идва от Скопие, пресичайки подножието на Сува гора през прохода Света, и излиза тук в Полето, водещ към Гостивар, Кичево и Охрид. Днес този път е само с местно значение. Ридът е със стръмни склонове и заравнен връх и е лесно достъпен през равна седловина от изток.

## История

### Античност
През Късната античност на Градище е построена стена с мазилка около овално пространство 150 х 60 m (0,4 ha). В североизточната част, на най-високата позиция, има кула, която пази седловината и главния подход от изток. В същата част, вътре, са разкопани част от раннохристиянска църква и сводеста гробница (крипта) до нея. Открити са множество монети от края на IV, V и VI век, малки железни предмети, фибули от края на VI век.

### Средновековие
Стражата при Стенче е използвана и през Средновековието, както свидетелстват множество находки: византийски фолис от ранния ΧΙ век; няколко скифата от XII - XIV век на Йоан II Комнин и Мануил I Комнин, Теодор Комнин Дука, Йоан Ватаци, Михаил VIII Палеолог, Андроник II Палеолог и Андроник III Палеолог, латински имитации от XIII век, български скифати на Йоан Асен II от XIII век, част от кръст — енколпион от XI - XII век, бронзови апликации от X - XII век, сребърни и бронзови накити от X - XII век, славянски црепни и други.
Изглежда, че през Средновековието над централния кораб на базиликата от VI век е построена по-малка църква. Тази малка, но значителна крепост, освен че надзираваше гореспоменатия път, контролираше и близките железни мини на изток от него.
В 1896 година Гьорче Петров отбелязва народно предание, че това са развалините на град Стена, чието име е пренесено на днешното село Стенче.